# Mount Pleasant (Iowa)
Mount Pleasant – miasto w Stanach Zjednoczonych, w stanie Iowa, siedziba hrabstwa Henry. W 2000 liczyło 8 751 mieszkańców.